# FK Rudar Kakanj
FK Rudar Kakanj je bosanskohercegovački nogometni klub. Svoje utakmice igra na stadionu Pod Vardom. Klub je osnovan 1920. godine. Boja dresova je zeleno-crna.

## Povijest
Klub je osnovan 6. lipnja 1928.
Nakon 23 sezone u Prvoj ligi FBiH u sezoni 2023./24. ispadaju u niži rang natjecanja. 

## Poznati igrači
- Emir Hadžić
- Dinko Vrabac[2]
- Darko Nestorović[2]
- Čedo Maras[2]
- Kenan Hasagić
- Fahrija Dautbegović
- Igor Ilić
- Samir Duro
- Ibrahim Sirćo
- Senad Merdanović
- Jedinko Perica

## Poznati treneri
- Kemal Omeragić
- Ivan "Ivica" Mioč
- Miroslav Brozović
- Slaviša Božičić
- Kemal Hafizović
- Milomir Odović
- Fahro Šolbić

## Vanjske poveznice
- Službena stranica (boš.)
- Facebook (boš.)
- Transfermarkt (nje.)
- NSFBIH  Arhivirana inačica izvorne stranice od 28. listopada 2016. (Wayback Machine) (boš.)